# Срби у Грчкој
Срби у Грчкој су грађани Грчке српског порекла или држављани Србије који живе и раде у Грчкој.

## Историја
Прва сведочанства о упадима Словена на подручје данашње Грчке потичу из 6. века, а најранији подаци о присуству Срба на тим просторима односе се на прву половину 7. века, када се део Срба, према каснијем казивању Константина Порфирогенита, настанио у западним областима Егејске Македоније, око града Сервије.
Током прве половине 14. века, дошло је до постепеног ширења српске власти према подручјима данашње Грчке. За време владавине Стефана Душана (1331-1345), Срби су освојили целу Егејску Македонију, осим града Солуна. Крајем 1345. године, за време боравка у грчком граду Серу, краљ Стефан Душан је проглашен за цара Срба и Грка, а његово крунисање је обављено у пролеће 1346. године у Скопљу. Током 1347. и 1348. године, Срби су освојили цео Епир, са Акарнанијом и Етолијом, а потом и целу Тесалију, тако да се највећи део данашње континенталне Грчке нашао под српском влашћу. У освојеним областима, српски цар је поставио своје намеснике, који су се након његове смрти (1355), за време владавине цара Стефана Уроша (1355-1371), постепено осамосталили. Међу најмоћнијим српским великашима, који су држали власт у областима данашње Грчке, били су: Симеон Урош Немањић у Епиру и Тесалији, Радослав Хлапен у западном делу Егејске Македоније и деспот Јован Угљеша у источном делу Егејске Македоније, а у следећој генерацији: Јован Урош Немањић у Тесалији и Тома Прељубовић у Епиру. У грчкој историографији, читав период српске власти у поменутим грчким областима назива се "србократија", односно сервократија (грч. Σερβοκρατία).

### Савремено доба
Нови таласи насељавања Грчке су почели крајем седамдесетих и почетком осамдесетих година 20. века, то су пре свега били спортски гастарбајтери и бизнисмени. И једне и друге је привукла лепа прилика да раде и зараде, понајвише у Атини и Солуну.
Масовне емиграције српског становништва у Грчку се временски поклапају са почетком кризе на простору бивше СФРЈ, када је на привремени рад отишло на хиљаде нових српских печалбара. За њих је држава Србија, тачније РТС на Халкидикију отворио радио програм "Југоталаси", да би могли да слушају најновије вести и српску музику из отаџбине.
Грчко-српских бракова и деце данас има толико да је 2003. отворена допунска школа на српском језику "Свети Сава", која има два огранка, у Солуну и Катерини. Ова школа наставља српску традицију са краја деветнаестог и прве половине двадесетог века, када је у Грчкој до Другог светског рата било неколико српских школа.

## Српска баштина у Грчкој
- Манастир Хиландар
- Икона Богородице Тројеручице чува се у Хиландару
- Маузолеј на Виду
- Српски споменички комплекс, Видо
- Српско војничко гробље Зејтинлик
- Српска кућа на Крфу

## Познате личности
- Јелена Драгаш, српска принцеза из породице Драгаша и супруга византијског цара Манојла II Палеолога и мајка последњих византијских царева Јована VIII и Константина XI
- Хећим-Тома Костић, српски лекар и револуционар
- Васос Мавровунотис, ратник из Црне Горе, који је играо значајну улогу у Грчкој револуцији против Османлијског царства током 1821. године.
- Павле Савић, научник рођен у Солуну
- Ђорђе Михаиловић, чувар српског војничког гробља Зејтинлик у Солуну
- Предраг Ђорђевић, фудбалер
- Бранислав Прелевић, кошаркаш
- Игор Милошевић, кошаркаш
- Душан Шакота, кошаркаш
- Владимир Јанковић, кошаркаш
- Митар Ђурић, одбојкаш
- Ана Прелевић, бивша Мис Грчке
- Натали Тану (Наталија Шошо), модел и певачица
- Саманта Мишовић, Мис Грчке 2022